# Кулешова, Александра Владимировна
Алекса́ндра Влади́мировна Кулешо́ва (4 июня 1990, Кыштым, РФ) — российский боксёр. Заслуженный мастер спорта, 
Чемпионка мира 2012 года. Серебряный призёр чемпионата мира 2008 года. Серебряный призёр Всероссийской Спартакиады 2022 года). 
Четырёхкратная чемпионка Чемпионата России (2009, 2010, 2013, 2014). Серебряный призёр Чемпионата России по боксу среди женщин 2022 г. (Челябинск). Бронзовый призёр Чемпионата России по боксу среди женщин 2023 г. (Краснодар). Четырёхкратная чемпионка Первенства России. Бронзовый призёр Всемирных Военных игр 2019 (Китай).

## Биография
Родилась в Кыштыме Челябинской области. Воспитывалась матерью Галиной Викторовной. Кроме Александры в семье два старших брата — Юрий и Павел и сестра Валентина.
В 2003 году в возрасте 13 лет начала заниматься боксом в родном городе под руководством тренера Галимуллы Исламова. Позже переехала в Челябинск заниматься к заслуженному тренеру России Фёдору Шарафисламову.
На чемпионате мира 2008 года в весовой категории до 48 кг выиграла бронзовую медаль. Однако после дисквалификации ставшей первой китаянки Чен Ин, получила серебро. Через четыре года на чемпионате мира Александра Кулешова выиграла золотую медаль, победив в финале итальянку Терри Гордини.
Четырёхкратная чемпионка России 2010, 2013 и 2014 годов в весовой категории до 51 кг и 2009 года в категории до 54 кг.
Выпускница Уральского государственного университета физической культуры.